# باول إل. كيرك
باول إل. كيرك (بالإنجليزية: Paul L. Kirk)‏ هو عالم جريمة وكيميائي أمريكي، ولد في 9 مايو 1902 في كولورادو سبرينغس في الولايات المتحدة، وتوفي في 5 يونيو 1970 في ألاميدا في الولايات المتحدة.